# Исмаил Камара
Исмаил Камара (енгл. Ismail Kamara; 14. фебруар 1997) је атлетичар спринтериз Сијера Леонеа који се такмичи у дисциплинама трчања на 100 и 200 метара. Као члан олимпијске репрезентације Сијера Леонеа учествовао је на Олимпијским играма 2016. у Рио де Женеиру и у трци на 100 метара испао је у предтакмичењу.